# Knacka på
Knacka på! är en småbarnsbok från 1992 av författaren Anna-Clara Tidholm. Boken låg högst upp på listorna över Sveriges mest sålda barnbok 2019 och 2018 och har blivit översatt till 25 språk. Som pek-app finns boken översatt till fem samiska språk.

## Handling
Boken är uppbyggd av uppslag med dörrar i olika färger, och på uppslaget efter får läsaren se vad som finns bakom dörren.

## Uppkallat efter Knacka på!
Boken Knacka på! har legat till grund för utformningen av verksamheten Knacka på! i Borås Stadsbibliotek i Borås Kulturhus. Verksamheten Knacka på! är en mötesplats för små barn och deras familjer.

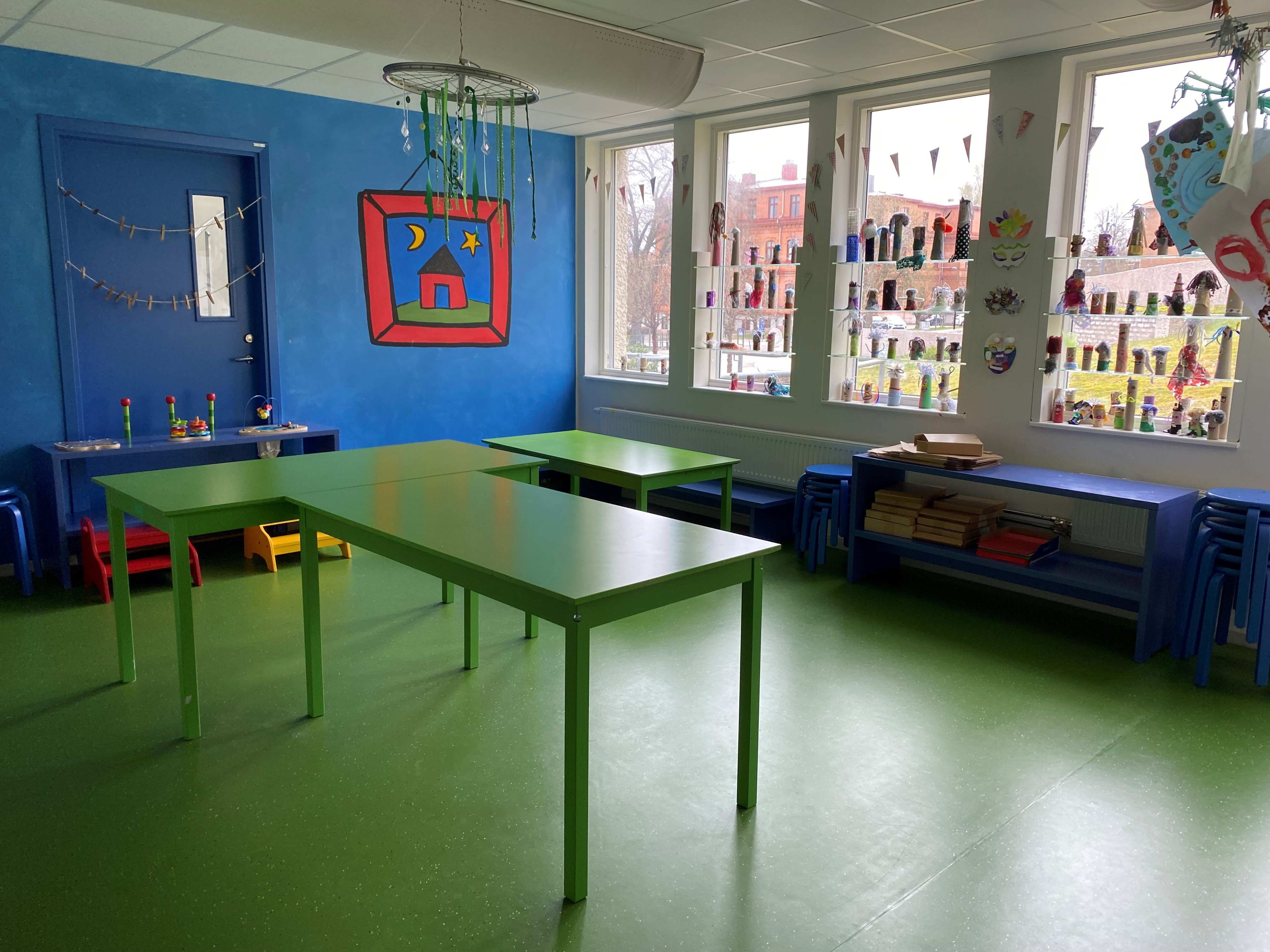
Rum i Knacka på!
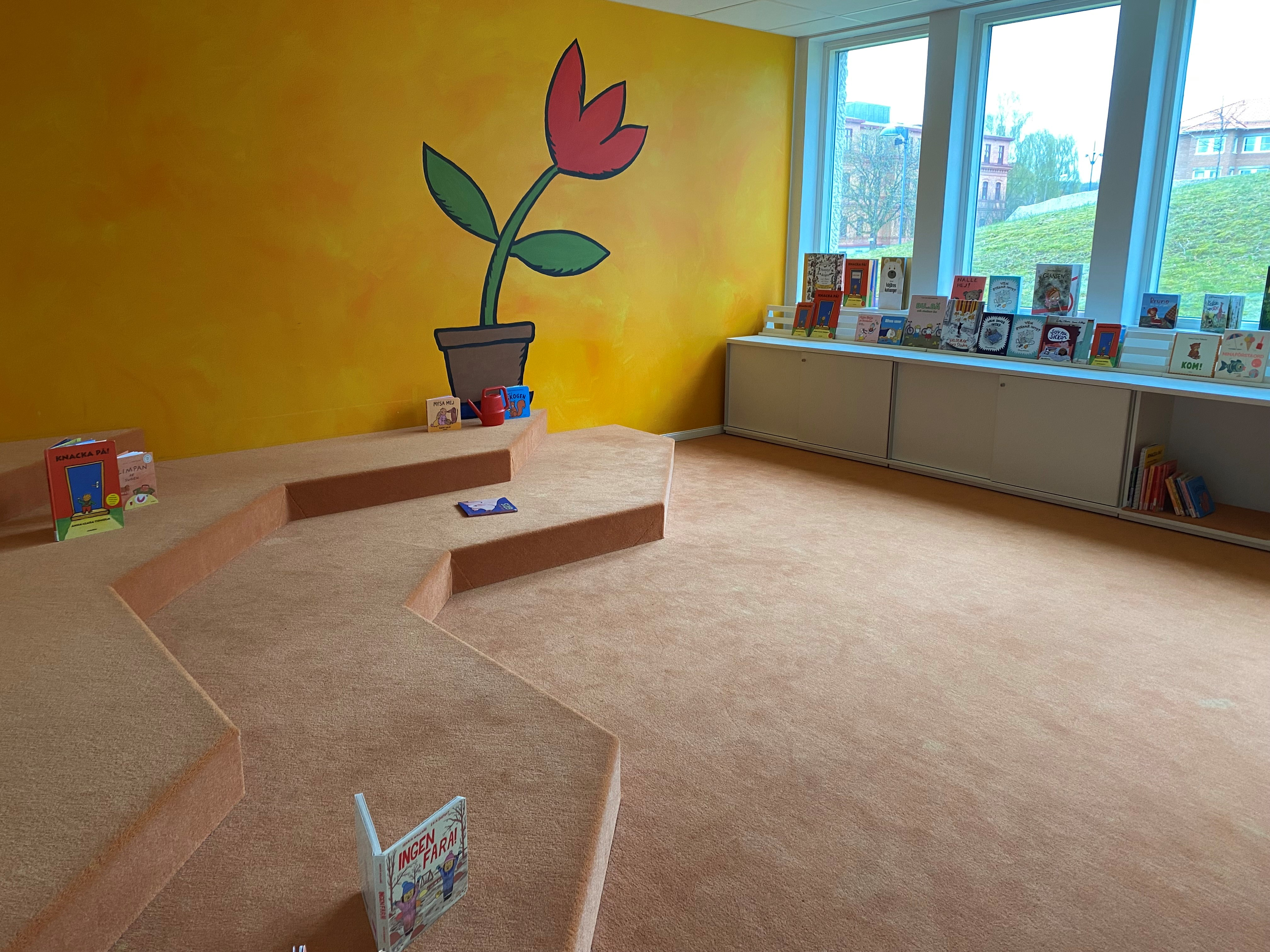
Rum i Knacka på!